# Lemuropisum edule
Lemuropisum edule là một loài thực vật có hoa trong họ Đậu. Loài này được H.Perrier miêu tả khoa học đầu tiên.